# Styphlaster notabilis
Styphlaster notabilis är en sjöstjärneart som beskrevs av Hubert Lyman Clark 1938. Styphlaster notabilis ingår i släktet Styphlaster och familjen ledsjöstjärnor. Inga underarter finns listade i Catalogue of Life.